# Ďurkov
Ďurkov (in ungherese Györke) è un comune della Slovacchia facente parte del distretto di Košice-okolie, nella regione di Košice.